# (473140) 2015 KP4
(473140) 2015 KP4 es un asteroide perteneciente al cinturón de asteroides, descubierto el 13 de diciembre de 2006 por el equipo del Spacewatch desde el Observatorio Nacional de Kitt Peak, Arizona, Estados Unidos.

## Designación y nombre
Designado provisionalmente como 2015 KP4.

## Características orbitales
2015 KP4 está situado a una distancia media del Sol de 2,373 ua, pudiendo alejarse hasta 2,646 ua y acercarse hasta 2,100 ua. Su excentricidad es 0,115 y la inclinación orbital 6,444 grados. Emplea 1335 días en completar una órbita alrededor del Sol.

## Características físicas
La magnitud absoluta de 2015 KP4 es 16,9.